# جزایر نامطمئن
جزایر نامطمئن (انگلیسی: Doubtful Islands گروهی از سه جزیره کوچک است که تقریباً در ۳ کیلومتری بیرون از ساحل پوینت هود و تقریباً ۲۰ کیلومتری شرق خلیج برمر در استرالیای غربی واقع شده‌اند.
این جزایر تقریباً ۱۷۰ هکتار مساحت دارند و در انتهای جنوبی خلیج جزایر نامطمئن در منطقه گریت سادرن جای گرفته‌اند.
این جزایر در سال ۱۷۹۱ توسط جرج ونکوور نام‌گذاری شدند، نامی ناشی از تردید وی در این‌که آیا اصلاً این‌ها جزیره بودند یا نه.
متیو فلیندرز در سال ۱۸۰۲ در حال سفر اکتشافی در منطقه، جزیره بودن آن‌ها را تأیید کرد.
در سال ۱۸۳۷ دو ایستگاه شکار نهنگ در اطراف جزایر ایجاد شد، یکی توسط جورج شین و دیگری توسط توماس بوکر شرت. جان توماس، صاحب ناوگان شکار نهنگ مستقر در ساحل شین، اغلب در اکتبر و نوامبر در اوایل دهه ۱۸۶۰ به دنبال نهنگ‌های خوب در جزایر نامطمئن بود. شکارگر دیگری به نام جان مک‌کنزی به خاطر حمله یک نهنگ کوچک، دو نفر از خدمه خود را در آب‌های جزایر نامطمئن از دست داد.
در این جزایر فک خزپوش استرالزی زندگی می‌کند گرچه جمعیت آن با وجود افزایش کلی تعدادشان در سواحل جنوبی استرالیای غربی، در این جزایر بین سال‌های ۱۹۹۹ و ۲۰۱۱ تقریباً به نصف رسیده‌است.